# Ponthieva
Ponthieva is een geslacht uit de orchideeënfamilie en de onderfamilie Orchidoideae.
Het geslacht telt een zestigtal soorten die voorkomen in de neotropen.

## Naamgeving enetymologie
- Synoniemen: Androchilus Liebm. ex Hartm., Calorchis Barb.Rodr., Nerisa Raf., Schoenleinia Klotzsch ex Lindl.
- Engels: Shadow Witch Orchid

De botanische naam Ponthieva is een eerbetoon aan Henri de Ponthieu, een Franse handelaar die in 1778 een zending planten uit Brits West-Indië aan de Engelse botanicus Joseph Banks bezorgde.

## Kenmerken
Ponthieva-soorten zijn voornamelijk terrestrische orchideeën, enkele soorten zijn epifytisch.
De draderige wortels zijn bezet met lange, zachte haren. Uit een vlezige wortelstok ontspringt één enkele bloemstengel met onderaan een bladrozet met tere bladeren. De bloeiwijze is een eindstandige aar met enkele tot vele bloemen ondersteund door schutbladen.
De bloemen zijn niet-geresupineerd (de lip wijst naar boven). Het dorsale kelkblad is aan de top lichtjes verbonden met de kroonbladen. De zijdelingse kelkbladen zijn vrij of samengegroeid. De vlezige lip is zeer smal aan de basis en breed en hol aan de top.
Het gynostemium is verbonden met de bloemlip en soms met de zijdelingse kroonbladen, half-cilindrisch, zwak gevleugeld aan puntige top. Er zijn vier pollinia in paren van twee, voorzien van caudicula. Er is een eindstandig viscidium.

## Habitaten voorkomen
Ponthieva-soorten komen voor in de neotropen, van de zuidelijke staten van de Verenigde Staten over Mexico en Midden-Amerika, de Caraïben en de tropische gebieden van Zuid-Amerika.

## Taxonomie
- Ponthieva andicola Rchb.f. (1876) (Ecuador)
- Ponthieva appendiculata Schltr. (1915) (Ecuador)
- Ponthieva bicornuta C.Schweinf. (1951) (Peru)
- Ponthieva brenesii Schltr. (1923) (Costa Rica, Panama)
- Ponthieva brittoniae Ames (1910) (Florida, Bahama's, Cuba)
- Ponthieva campestris (Liebm.) Garay (1995) (Mexico)
- Ponthieva collantesii D.E.Benn. & Christenson (1998) (Peru)
- Ponthieva cornuta Rchb.f. (1876) (Bolivia)
- Ponthieva curvilabia Garay (1978) (Ecuador)
- Ponthieva cuyujana Dodson & Hirtz (1989) (Ecuador)
- Ponthieva diptera Linden & Rchb.f. (1854) (Cuba, Haïti, Jamaica, Guyana, Venezuela, Colombia, Ecuador, Peru)
- Ponthieva disema Schltr. (1915) (Ecuador)
- Ponthieva dunstervillei Foldats (1968) (Venezuela)
- Ponthieva ekmanii Mansf. (1929) (Haïti)
- Ponthieva elegans (Kraenzl.) Schltr. (1912) (Bolivia)
- Ponthieva ephippium Rchb.f. (1857) (Mexico, Guatemala)
- Ponthieva formosa Schltr. (1923) (Mexico, Midden-Amerika)
- Ponthieva garayana Dodson & R.Vásquez (1989) (Bolivia)
- Ponthieva gimana Dodson (2003) (Ecuador)
- Ponthieva gracilis Renz (1948) (Colombia)
- Ponthieva haitiensis Mansf. (1926) (Haïti)
- Ponthieva hameri Dressler (1998) (El Salvador)
- Ponthieva hassleri Schltr. (1920) (Paraguay)
- Ponthieva hildae R.González & Soltero (1991) (Mexico)
- Ponthieva inaudita Rchb.f. (1876) (Colombia, Ecuador, Peru)
- Ponthieva insularis Dressler (2005) (Galápagoseilanden)
- Ponthieva keraia Garay & Dunst. (1976) (Venezuela, Ecuador)
- Ponthieva lilacina C.Schweinf. (1941) (Peru)
- Ponthieva maculata Lindl. (1845) (Venezuela, Ecuador)
- Ponthieva mandonii Rchb.f. (1878) (Peru tot Noordwest-Argentinië)
- Ponthieva microglossa Schltr. (1920) (Colombia)
- Ponthieva nigricans Schltr. (1917) (Ecuador)
- Ponthieva oligoneura Schltr. (1921) (Peru)
- Ponthieva ovatilabia C.Schweinf. (1961) (Venezuela, Guyana)
- Ponthieva parvilabris (Lindl.) Rchb.f. (1878) (Venezuela, Ecuador)
- Ponthieva parvula Schltr. (1912) (Mexico, Guatemala)
- Ponthieva pauciflora (Sw.) Fawc. & Rendle (1910) (Caraïben)
- Ponthieva petiolata Lindl. (1824) (Kleine Antillen)
- Ponthieva phaenoleuca (Barb.Rodr.) Cogn. (1895) (Brazilië)
- Ponthieva pilosissima (Senghas) Dodson (1996) (Ecuador)
- Ponthieva poitaei Rchb.f. ex Nir (2000) (Dominicaanse Republiek)
- Ponthieva pseudoracemosa Garay (1978) (Ecuador, Peru)
- Ponthieva pubescens (C.Presl) C.Schweinf. (1970) (Ecuador, Peru, Brazil)
- Ponthieva pulchella Schltr. (1918) (Mexico, Guatemala)
- Ponthieva racemosa (Walter) C.Mohr (Zuidoost-Verenigde Staten, Mexico, Neotropen)
- Ponthieva rinconii Salazar (2005) (Mexico)
- Ponthieva rostrata Lindl. (1845) (Ecuador, Peru)
- Ponthieva schaffneri (Rchb.f.) E.W.Greenw. (1990) (Mexico, Guatemala)
- Ponthieva similis C.Schweinf. (1941) (Colombia, Ecuador, Peru)
- Ponthieva sprucei Cogn. (1895) (Peru)
- Ponthieva sylvicola Rchb.f. (1876) (Ecuador)
- Ponthieva triloba Schltr. (1910) (Mexico, El Salvador)
- Ponthieva trilobata (L.O.Williams) L.O.Williams (1972) (Mexico, Guatemala)
- Ponthieva tuerckheimii Schltr. (1906) (Mexico, Guatemala, Costa Rica, Panama)
- Ponthieva tunguraguae Garay (1978) (Ecuador)
- Ponthieva unguiculata Ames & C.Schweinf. (1925) (Bolivia)
- Ponthieva vasquezii Dodson (1989) (Bolivia)
- Ponthieva ventricosa (Griseb.) Fawc. & Rendle (1910) (Caraïben)
- Ponthieva venusta Schltr. (1921) (Ecuador, Peru)
- Ponthieva villosa Lindl. in G.Bentham (1845) (Ecuador, Peru)
- Ponthieva viridilimbata Dressler (2005) (Ecuador)
- Ponthieva weberbaueri Schltr. (1921) (Peru)